# Ardipithecus kadabba
O Ardipithecus kadabba é um  hominídeo fóssil descoberto em 2001 pelo paleoantropólogo etíope Yohannes Haile-Selassie na depressão de Affar, noroeste da atual Etiópia. Se estima que esta espécie viveu há entre 5,54 e 5,77 milhões de anos.
O doutor Haile-Selassie descreve o A. kadabba como a provável primeira espécie do ramo até os humanos, logo da separação evolutiva da linhagem comum com os chimpanzés.
O Ardipithecus kadabba mostra uma postura ereta, mas com as dimensões de um moderno chimpanzé; possuia grandes caninos.
Algunos especialistas consideram que o A. kadabba é uma subespécie do Ardipithecus ramidus, e a outra subespécie conhecida (ano 2005) é a do Ardipithecus ramidus ramidus.
A dentadura algo mais primitiva do A. kadabba obriga a uma diferencça taxonômica com o A. ramidus. Se sabe, pela análise dos fósseis, que o Ardipithecus kadabba é cerca de um milhão de anos mais antigo que o A. ramidus.